# Кутенхолц
Кутенхолц (њем. Kutenholz) општина је у њемачкој савезној држави Доња Саксонија. Једно је од 40 општинских средишта округа Штаде. Према процјени из 2010. у општини је живјело 4.824 становника. Посједује регионалну шифру (AGS) 3359031.

## Географски и демографски подаци
Кутенхолц се налази у савезној држави Доња Саксонија у округу Штаде. Општина се налази на надморској висини од 24 метра. Површина општине износи 68,2 km². У самом мјесту је, према процјени из 2010. године, живјело 4.824 становника. Просјечна густина становништва износи 71 становника/km².